# La magia di Napoli
La magia di Napoli è un album del 1994 del cantante italiano Mauro Nardi, contenente 14 brani tra i più famosi della canzone classica napoletana.

## Tracce
1. Vierno – 3:50 (De Gregorio - Acampora)
2. Nuttata 'e sentimento – 3:31 (Cassese - Capolongo)
3. Mmiez 'o ggrano – 3:48 (Nicolardi - Nardella)
4. 'A pizza – 3:03 (Testa - Martelli)
5. Malafemmena – 4:38 (Antonio De Curtis/Totò)
6. Napule e' chino 'e femmene – 3:10 (Baratta - Lama)
7. Uocchie c'arraggiunate – 4:01 (Falcone - Fieni - Falvo)
8. Maria Marì – 3:37 (Russo - Di Capua)
9. Era de maggio – 4:22 (Costa - Di Giacomo)
10. Maliziusella – 3:12 (Capotosti - Specchia)
11. 'O vesuvio ('O gigante da muntagna) – 3:32 (Gigli - Modugno)
12. Madunnella – 3:00 (Di Gianni - Barile)
13. Fa bene e scordate – 4:07 (Pisano - Cioffi)
14. Rusella 'e maggio – 4:06 (Cannio - Trusiano)